# Gnossiennes
Gnossiennes és una obra de 1890 d'Erik Satie.
La paraula gnossienne sembla un derivat de la paraula gnosi, i que pot estar relacionat amb el fet que Erik Satie va estar implicat en sectes i moviments gnòstics en el moment en què comença a compondre les Gnossiennes. Tanmateix, altres reivindiquen que la paraula deriva del Cnossos cretenc "Gnossus".
Les Gnossiennes van ser compostes per Satie en el decenni, després de la composició de les Tres Sarabandes (1887) i les Gymnopédies (1888). Com les Sarabandes i les Gymnopédies, les Gnossiennes són sovint qualificades de «danses».
És el tema principal de la pel·lícula Violent Cop de Takeshi Kitano.